# Angèlica (instrument)

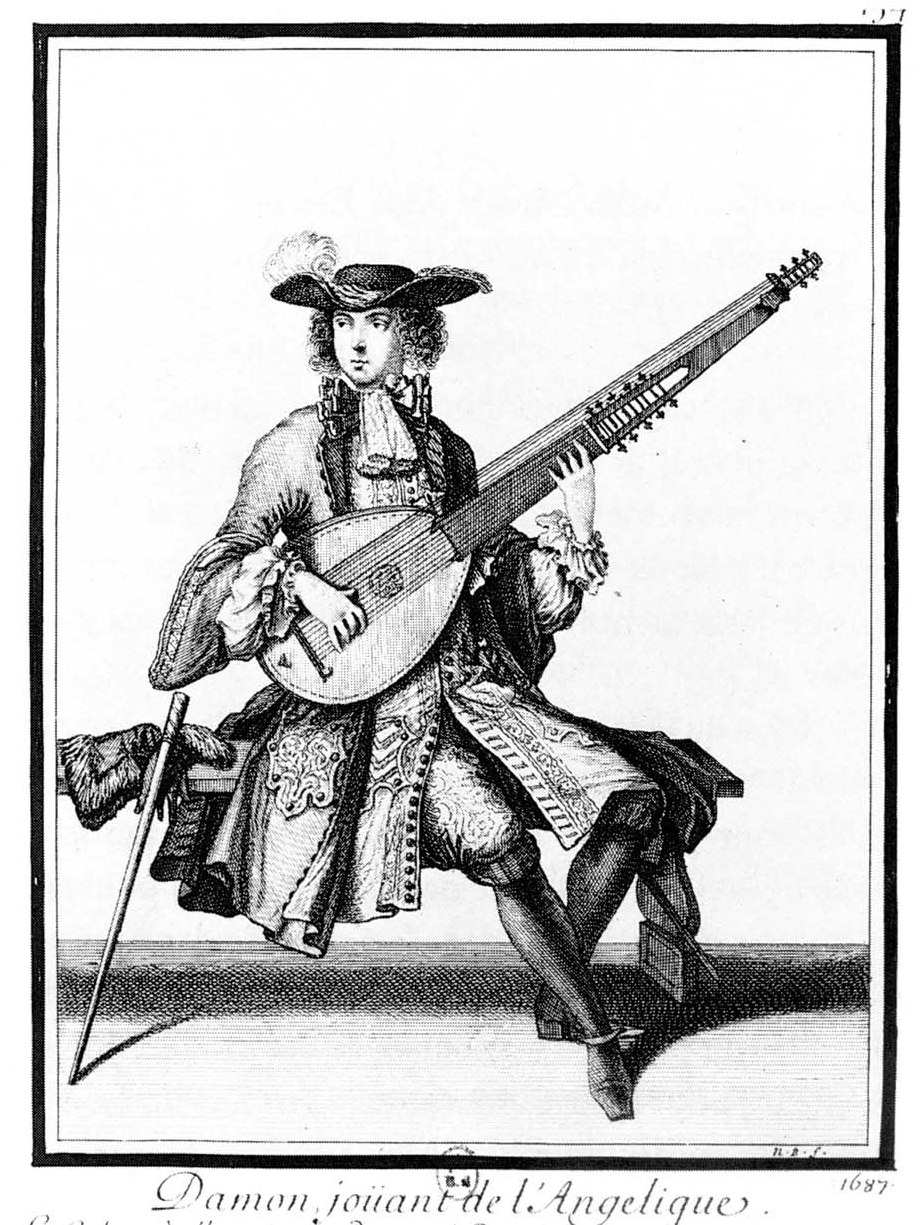
Angèlica en un gravat del segle XVIII

L'angèlica és un instrument musical de corda pinçada que té moltes semblances amb la tiorba i el chitarrone, va aparèixer al segle xvii a París i es va difondre a finals del XVII i principis del XVIII, actualment gairebé no s'utilitza. Posseeix dos clavillers, un d'ells subjecta les cordes que es col·loquen sobre el mànec i l'altre serveix per subjectar les cordes que van a l'aire. En total compta amb entre 16 i 20 cordes que són simples, cosa que el distingeix del chitarrone, la principal diferència amb la tiorba és l'afinació de les cordes. En francès es diu angel lute, en alemany angelika i en italià angelica.

## Història
No es té certesa sobre l'origen del nom, per a alguns deriva de la cantant i intèrpret de tiorba i llaüt Angélique Paulet, molt admirada a la cort de Luis XIII de França, uns altres afirmen que procedeix de la peculiar dolçor del so de l'instrument que recorda la música dels àngels i les harmonies celestials.
Christiaan Huygens escoltà un conjunt de cinc angèliques a París el 1661. Els intèrprets foren Jérôme Vignon, qui reclamava ser l'inventor d'aquest instrument, les seves filles i altres alumnes. Van tocar instruments fets per Guillaume Jacquesson, reconegut intèrpret de tiorba i llaüt. També se'n feren a Estrasburg, on Valentin Strobel publicà música per a conjunts d'aquest instrument el 1668 (manuscrits ara perduts). Un influent intèrpret i professor fou Jean Béthune, que estigué en actiu a París el 1664 i es traslladà a Estrasburg cap al 1681, la seva feina està representada en dos manuscrits i una tabulatura. L'angèlica és un dels quatre instruments (els altres són el llaüt, la viola d'arc baixa i la guitarra) per als que Krember oferí acompanyaments alternatius. Un tercer manuscrit per a angèlica es troba a l'antiga biblioteca ducal de Mecklenburg a Schwerin. La col·lecció també inclou quatre angèliques fetes a Hamburg el segle xviii, una d'elles molt probablement per Joachim Tielke, que ens suggereix que fou popular entre els cercles de l'aristocràcia alemanya del segle xviii, aquesta idea és mantinguda pels arranjaments de música del compte J.A. Losey al manuscrit del monestir de Rajhrad (Raigern), prop de Brno, Moravia.
Existeix un instrument de teclat que també es diu angèlica i s'assembla a una espineta o clavicordi. Vegeu angèlica (orgue).